# یزدکان
یزدکان، (Yezdikan) روستایی است از توابع بخش مرکزی دهستان رهال،شهرستان خوی استان آذربایجان غربی ایران.

## فرهنگ
مردم یزدکان به زبان ترکی مختص منطقه تکلم دارند و مسلمان و اهل سنت هستند از جمله مناسبات فرهنگی می توان به اعیاد مذهبی فطر و قربان و اعیاد ملی مانند نوروز و شب یلدا اشاره کرد .
در واقع مردم روستا مانند مردم سایر مناطق آداب و معاشرت مخصوص به خود را دارند .

## طبیعت
یزدکان در میان کوه‌های بلند واقع شده‌است به همین دلیل آب و هوای آن در تابستان گرم و در زمستان بسیار سرد است. آب و هوای این منطقه در فصل بهار بسیار دلچسب است. کوه های منطقه کورامان در مجاورت این روستا قرار دارد و نیز کوه کوزیدان که برای مردم این روستا کوهی با ارزش است. منطقه بکر منددیل یزدکان با کوه‌ها و صخره‌هایی است که از وسط شان راه عبوری دارند و بسیار مرتفع هستند که در بالا به همدیگر چسبیده‌اند. در این دره سرسبز جانورانی گوناگونی وجود دارد. منطقه کورامان و گالاجیک از دیگر مناطق گردشگری منطقه یزدکان بحساب می‌آیند.

## جمعیت
این روستا در دهستان رهال قرار داشته و بر اساس سرشماری سال ۱۳۸۵ جمعیت آن ۲۷۲۴نفر (۵۶۵ خانوار) 
بوده است.زبان ساکنین آن ترکی و مسلمان اند.

## کنترل کننده سایت
eFi Coder : عرفان زمانلو